# Formula 2000 giapponese 1973
La stagione 1973 della Formula 2000 giapponese fu corsa su 4 gare. Fu vinta dal pilota nipponico Motoharu Kurosawa su March-BMW.

## La pre-stagione

### Calendario
| Gara | Nome                  | Circuito           | Giri | Lunghezza          | Data        | Note                                              |
| ---- | --------------------- | ------------------ | ---- | ------------------ | ----------- | ------------------------------------------------- |
| 1    | Gran Premio Nihon     | Circuito del Fuji  | 50   | 50x4,255=212,75 km | 3 maggio    |                                                   |
| 2    | Great 20 Racers       | Circuito di Suzuka | 25   | 25x 6,000=150 km   | 12 agosto   | Gara disputata assieme a vetture di Formula 1300. |
| 3    | Suzuka Diamond Race   | Circuito di Suzuka | 25   | 25x6,000=150 km    | 9 settembre | Gara disputata assieme a vetture di Formula 1300. |
| 4    | Gran Premio della JAF | Circuito di Suzuka | 25   | 25x 6,000=150 km   | 11 novembre | Gara disputata assieme a vetture di Formula 1300. |

- Tutte le corse sono disputate in Giappone.

## Piloti e team
| Team                                      | Telaio                                        | Pilota             | Gare   |
| ----------------------------------------- | --------------------------------------------- | ------------------ | ------ |
| Fred Opert Racing                         | Brabham BT38-Ford Brabham BT40-Ford           | Brian Robertson    | 1      |
| Fred Opert Racing                         | Brabham BT38-Ford Brabham BT40-Ford           | Mike Hall          | 1      |
| March Engineering                         | March 732-BMW                                 | Jean-Pierre Jarier |        |
| Singapore Airlines                        | Surtees TS15-Ford March 732-BMW March 722-BMW | Graham Lawrence    | 1      |
| Singapore Airlines                        | Surtees TS15-Ford March 732-BMW March 722-BMW | Sonny Rajah        |        |
| Singapore Airlines                        | Surtees TS15-Ford March 732-BMW March 722-BMW | Vern Schuppan      | 1      |
| Leo Geoghegan                             | Birrana                                       | Leo Geoghegan      |        |
| Riki Racing Developments                  | Lotus 69-Toyota                               | Riki Ookubo        | 1-2    |
| Bellco Racing Team                        | Brabham BT30-Ford Brabham BT36-Ford           | Kuniomu Nagamatsu  | 1-2, 4 |
| Bellco Racing Team                        | Brabham BT30-Ford Brabham BT36-Ford           | Osamu Masuku       | 1      |
| Fushida Racers                            | Chevron-Ford                                  | Hiroshi Fushida    |        |
| Noritake Takahara                         | Brabham BT36-Ford                             | Noritake Takahara  | Tutte  |
| Japan Racing Corporation Tazikawa Youichi | Jaraco Y182-Ford                              | Tomahiro Tsutsumi  | 1      |
| Kouichi Satou Racing                      | Brabham BT23-Ford                             | Kouichi Satou      | 1      |
| Heroes Racing                             | March 732-BMW March 722-BMW                   | Hiromu Tanaka      | Tutte  |
| Heroes Racing                             | March 732-BMW March 722-BMW                   | Motoharu Kurosawa  | 1-2, 4 |
| Heroes Racing                             | March 732-BMW March 722-BMW                   | Masaharu Nakano    | 3      |
| Jiro Yoneyama                             | Mana 08-Chevrolet                             | Jiro Yoneyama      | 1      |
| Konomi Racing Niscait Racing              | Surtees TS15-Ford                             | Takashi Yormo      | 4      |

## Risultati e classifiche

### Risultati
| Gara | Circuito | Tempo      | Velocità    | Pole position     | GPV               | Vincitore         | Vettura      |
| ---- | -------- | ---------- | ----------- | ----------------- | ----------------- | ----------------- | ------------ |
| 1    | Fuji     | 1'08:55.15 | 185,22 km/h | Vern Schuppan     | Motoharu Kurosawa | Motoharu Kurosawa | March-BMW    |
| 2    | Suzuka   | 53:50.8    | 167,14 km/h | Hiromu Tanaka     | Noritake Takahara | Noritake Takahara | Brabham-Ford |
| 3    | Suzuka   | 1'00:03.2  | 149,87 km/h | Hiromu Tanaka     |                   | Noritake Takahara | Brabham-Ford |
| 4    | Suzuka   | 51:52.6    | 173,49 km/h | Motoharu Kurosawa | Motoharu Kurosawa | Motoharu Kurosawa | March-BMW    |

### Classifica Piloti
I punti sono assegnati secondo lo schema seguente:
| Sistema di punteggio | Sistema di punteggio | Sistema di punteggio | Sistema di punteggio | Sistema di punteggio | Sistema di punteggio | Sistema di punteggio | Sistema di punteggio | Sistema di punteggio | Sistema di punteggio | Sistema di punteggio |
| Posizione            | 1º                   | 2º                   | 3º                   | 4º                   | 5º                   | 6º                   | 7º                   | 8º                   | 9º                   | 10º                  |
| -------------------- | -------------------- | -------------------- | -------------------- | -------------------- | -------------------- | -------------------- | -------------------- | -------------------- | -------------------- | -------------------- |
| Gran Premio Nihon    | 20                   | 15                   | 12                   | 10                   | 8                    | 6                    | 4                    | 3                    | 2                    | 1                    |
| Altre gare           | 12                   | 10                   | 8                    |                      |                      |                      |                      |                      |                      |                      |

| Pos | Pilota            | GPN | G2R | SDR | JAF | Punti |
| --- | ----------------- | --- | --- | --- | --- | ----- |
| 1   | Motoharu Kurosawa | 1   | 2   |     | 1   | 44    |
| 2   | Hiromu Tanaka     | 4   | 3   | 2   | 3   | 36    |
| 3   | Noritake Takahara | Rit | 1   | 1   | 2   | 34    |
| 4   | Brian Robertson   | 2   |     |     |     | 15    |
| 5   | Graham Lawrence   | 3   |     |     |     | 15    |
| 6   | Masaharu Nakano   |     |     | 3*  |     | 8     |
| 7   | Mike Hall         | 5   |     |     |     | 8     |
| 8   | Kuniomi Nagamatsu | 6   | 4   |     | Rit | 5     |
| 9   | Kuichi Satou      | 7   |     |     |     | 4     |
| 10  | Osamu Masuku      | 8   |     |     |     | 3     |
| 11  | Riki Ookubo       | 9   | 5   |     |     | 2     |
| 12  | Jirou Yoneyama    | 10  |     |     |     | 1     |
| 13  | Takashi Yormo     |     |     |     | 4   | 0     |
|     | Vern Schuppan     | Rit |     |     |     | -     |
|     | Tomohiro Tsutsumi | Rit |     |     |     | -     |
| Pos | Pilota            | GPN | G2R | SDR | JAF | Punti |

| Colore  | Risultato             |
| ------- | --------------------- |
| Oro     | Vincitore             |
| Argento | 2º posto              |
| Bronzo  | 3º posto              |
| Verde   | Finito a punti        |
| Blu     | Finito senza punti    |
| Viola   | Ritirato (Rit)        |
| Viola   | Non classificato (NC) |
| Rosso   | Non qualificato (NQ)  |
| Nero    | Squalificato (SQ)     |
| Bianco  | Non partito (NP)      |
| Bianco  | Non ha gareggiato     |
| Bianco  | Infortunato (INF)     |
| Bianco  | Escluso (ES)          |
| Bianco  | Gara cancellata (C)   |